# Rollo Radford
Rollo Radford (* 29. Oktober 1943 in Chicago) ist ein amerikanischer Jazz- und Bluesmusiker (E-Bass, Kontrabass, Gesang).

## Leben und Wirken
Radford, dessen Vater als Pianist in Chicago tätig war und gelegentlich Billie Holiday und Anita O’Day begleitete, spielte in der Schule zunächst Basstrommel. Im Alter von 19 Jahren begann er seine Karriere als Bassist in der Band von Dinah Washington. Nach der Ableistung seines Wehrdienstes schloss er sich Martha Reeves & The Vandellas an.
Seit 1970 war Radford Mitglied der Siegel-Schwall Band, mit der er bis zur Auflösung der Band 1974 auftrat und an ihren Alben beteiligt war, beginnend mit  Siegel–Schwall ’70 bis hin zu R.I.P. Siegel/Schwall. Mit dieser Formation und dem San Francisco Symphony Orchestra spielte er unter Seiji Ozawa auch die Three Pieces for Blues Band and Orchestra von Bill Russo für die Deutsche Grammophon ein. 1974 jammte er zudem mit Muddy Waters, Johnny Winter und Mike Bloomfield beim Blues Summit in Chicago (Muddy Waters and Friends); 1977 war er mit der Rockband Aliotta Haynes Jeremiah im Studio.
Zwischen 1982 und 1992 gehörte Radford zum Arkestra von Sun Ra, mit dem er weltweit tourte und auf zahlreichen Aufnahmen wie Ra to the Rescue,  Live in Nickelsdorf 1984, Cosmo Sun Connection oder Purple Night dokumentiert ist. 1988 war er am The Reunion Concert der Siegel-Schwall Band beteiligt (gleichnamiges Album), mit der er auch weiterhin international auftrat (Flash Forward, 2005). Er ist Mitglied der AACM, begleitete aber auch Walter Jackson, Arthur Fiedler und Chuck Berry. Knapp vier Jahre lang lebte er in New Orleans, wo er mit June Gardener und den Neville Brothers auftrat. Mit Jeff Parker, Ernest Dawkins und Hamid Drake wirkte er im Aesop Quartet (Fables for a New Millennium, 1999). Dann arbeitete er wieder mit Corky Siegel, nun in dessen Chamber Blues Band (Corky Siegel’s Traveling Chamber Blues Show!). Er ist auch auf Alben von Don Moye (Ancestral Memories: From Afrika to Chicago), Moye/Brown/Raashiek (Jam for Your Life), Phil Alvin oder General Rudie zu hören.
Radford, der einen Lehrabschluss als Sonderpädagoge und eine Zulassung zum Unterrichten verhaltensgestörter Schülern hat, war auch als Teilzeit-Lehrer an Schulen in Chicago tätig.

## Diskographische Hinweise
- Volcano Radar, Elbio Barilari, Julia A. Miller, Rollo Radford, Ernie Adams Featuring Paquito D’Rivera, Darwin Noguera Paquito Libre (Delmark Records 2018)[4]